# فاليجو (كاليفورنيا)
فاليهو، هي مدينة تقع في مقاطعة سولانو بولاية كاليفورنيا الأمريكية، وتُعد ثاني أكبر مدن منطقة نورث باي ضمن إقليم خليج سان فرانسيسكو. تشرف المدينة على ضفاف خليج سان بابلو، وبلغ عدد سكانها 126,090 نسمة بحسب تعداد الولايات المتحدة لعام 2020. وتضم المدينة عددًا من المؤسسات البارزة، منها أكاديمية كاليفورنيا البحرية، وجامعة تورو كاليفورنيا، إضافة إلى منتزه سيكس فلاجز مملكة الاكتشاف.
تُنسب تسمية فاليهو إلى الجنرال الكاليفورني الشهير والسياسي البارز ماريانو غوادالوبي فاليخو. تأسست المدينة عام 1851 على أرض مزرعته المعروفة باسم رانشو سسكول، وذلك لتكون عاصمة لولاية كاليفورنيا، وهو الدور الذي اضطلعت به بين عامي 1852 و1853، قبل أن تنتقل عاصمة الولاية إلى مدينة بينيشيا المجاورة، التي حملت اسم زوجة الجنرال، بينيشيا كارييو دي فاليخو. وفي عام 1854، تم إنشاء حوض بناء السفن البحري في جزيرة مار، والذي شكّل لعقود طويلة العمود الفقري للاقتصاد المحلي حتى بدايات القرن الحادي والعشرين.

## المناخ
يظهر الجدول التالي التغييرات المناخية على مدار السنة لفاليجو:
| البيانات المناخية لـفاليجو        | البيانات المناخية لـفاليجو | البيانات المناخية لـفاليجو | البيانات المناخية لـفاليجو | البيانات المناخية لـفاليجو | البيانات المناخية لـفاليجو | البيانات المناخية لـفاليجو | البيانات المناخية لـفاليجو | البيانات المناخية لـفاليجو | البيانات المناخية لـفاليجو | البيانات المناخية لـفاليجو | البيانات المناخية لـفاليجو | البيانات المناخية لـفاليجو | البيانات المناخية لـفاليجو |
| الشهر                             | يناير                      | فبراير                     | مارس                       | أبريل                      | مايو                       | يونيو                      | يوليو                      | أغسطس                      | سبتمبر                     | أكتوبر                     | نوفمبر                     | ديسمبر                     | المعدل السنوي              |
| --------------------------------- | -------------------------- | -------------------------- | -------------------------- | -------------------------- | -------------------------- | -------------------------- | -------------------------- | -------------------------- | -------------------------- | -------------------------- | -------------------------- | -------------------------- | -------------------------- |
| الدرجة القصوى °م (°ف)             | 29.4 (84.9)                | 30.0 (86.0)                | 33.3 (91.9)                | 35.0 (95.0)                | 40.0 (104.0)               | 45.0 (113.0)               | 44.4 (111.9)               | 43.3 (109.9)               | 43.3 (109.9)               | 41.1 (106.0)               | 32.2 (90.0)                | 27.2 (81.0)                | 45.0 (113.0)               |
| متوسط درجة الحرارة الكبرى °م (°ف) | 13.9 (57.0)                | 16.4 (61.5)                | 18.4 (65.1)                | 20.9 (69.6)                | 23.6 (74.5)                | 26.1 (79.0)                | 26.6 (79.9)                | 27.7 (81.9)                | 27.8 (82.0)                | 24.7 (76.5)                | 18.8 (65.8)                | 14.2 (57.6)                | 21.6 (70.9)                |
| المتوسط اليومي °م (°ف)            | 8.7 (47.7)                 | 10.6 (51.1)                | 11.9 (53.4)                | 13.7 (56.7)                | 16.2 (61.2)                | 18.7 (65.7)                | 19.8 (67.6)                | 19.7 (67.5)                | 19.3 (66.7)                | 16.7 (62.1)                | 12.4 (54.3)                | 9.0 (48.2)                 | 14.7 (58.5)                |
| متوسط درجة الحرارة الصغرى °م (°ف) | 3.5 (38.3)                 | 4.9 (40.8)                 | 5.6 (42.1)                 | 6.5 (43.7)                 | 8.7 (47.7)                 | 10.7 (51.3)                | 11.9 (53.4)                | 11.7 (53.1)                | 10.8 (51.4)                | 8.8 (47.8)                 | 5.9 (42.6)                 | 3.8 (38.8)                 | 7.7 (45.9)                 |
| أدنى درجة حرارة °م (°ف)           | −7.2 (19.0)                | −5.0 (23.0)                | −5.0 (23.0)                | −2.8 (27.0)                | −1.1 (30.0)                | 1.1 (34.0)                 | 3.3 (37.9)                 | 0.0 (32.0)                 | 2.2 (36.0)                 | −2.2 (28.0)                | −3.0 (26.6)                | −10.0 (14.0)               | −10.0 (14.0)               |
| الهطول مم (إنش)                   | 131 (5.2)                  | 112 (4.4)                  | 84 (3.3)                   | 42 (1.7)                   | 18 (0.7)                   | 5 (0.2)                    | 0 (0)                      | 2 (0.1)                    | 8 (0.3)                    | 35 (1.4)                   | 76 (3.0)                   | 116 (4.6)                  | 627 (24.7)                 |
| متوسط أيام هطول الأمطار           | 11                         | 10                         | 9                          | 6                          | 3                          | 1                          | 0                          | 0                          | 1                          | 4                          | 8                          | 10                         | 63                         |
| المصدر:                           |                            |                            |                            |                            |                            |                            |                            |                            |                            |                            |                            |                            |                            |

## توأمة
لفاليجو (كاليفورنيا) اتفاقيات توأمة مع كل من:
- تروندهايم
- أكاشي (9 ديسمبر 1969 - )
- باجامويو
- باغويو
- لا سبيتسيا
- جنتشون

## أعلام
- روي دي فورست
- إي-40
- ويليام كاري كول
- جيف غوردون
- مونيك ألكساندر
- أبريل باولبي
- ارتشر تايلور
- والت فولكنير
- إدي براون
- ناتالي كافلين